# Niphoropica albipennis
Niphoropica albipennis är en skalbaggsart som beskrevs av Stefan von Breuning 1947. Niphoropica albipennis ingår i släktet Niphoropica och familjen långhorningar. Inga underarter finns listade i Catalogue of Life.